# SV Tanne Thalheim
SV Tanne Thalheim is een Duitse sportvereniging uit Thalheim, Saksen. De club is actief in voetbal, basketball, handbal, atletiek, schaak, zwemmen, tafeltennis, tennis en volleyball.

## Geschiedenis
De club werd opgericht in 1912 als FC Tanne Thalheim en was aangesloten bij de Midden-Duitse voetbalbond. De club speelde vanaf de jaren twintig in de competitie van het Ertsgebergte, een van de vele competities van de Midden-Duitse bond. In 1926 werd de club vicekampioen en dat jaar was er in de Midden-Duitse eindronde een aparte eindronde voor vicekampioenen. De club verloor meteen van VfB Glauchau. De club eindigde ook de volgende jaren in de subtop. In 1929 werden ze samen met Viktoria Lauter eerste, maar verloren dan de wedstrijd om de titel met 4-0. Hierna gingen de resultaten bergaf. 
In 1933 werd de competitie geherstructureerd. De Midden-Duitse bond werd ontbonden en de vele competities werden vervangen door de Gauliga Mitte en Gauliga Sachsen. De clubs uit het Ertsgebergte werden te licht bevonden voor de Gauliga Sachsen. De competitie ging verder als 1. Kreisklasse Erzgebirge (derde klasse). Het is niet bekend of de club zich wel voor de Bezirksklasse plaatste. Er zijn geen verdere resultaten bekend. 
Na de Tweede Wereldoorlog werden alle Duitse voetbalclubs ontbonden. De club werd heropgericht als SG Thalheim. De club vormde zich om tot een BSG en trad aan onder de namen Vorwärts Thalheim, 3 Tannen Thalheim, Fortschritt Thalheim, VEB Strumpfkombinat ESDA, en ESDA Thalheim. De club speelde bijna de hele tijd van het DDR-voetbal in de Bezirksliga Karl-Marx-Stadt, de derde klasse met enkele korte onderbrekingen. De club maakte nooit kans op promotie naar de DDR-Liga.
Na de Duitse hereniging werd de historische naam weer aangenomen. De club speelde tot 1990 in de Sachsenliga (vanaf 1994 de vijfde klasse) en zonk daarna weg in de anonimiteit.